# بن مكليموري
بن مكليموري (بالإنجليزية: Ben McLemore)‏ مواليد 11 فبراير 1993 في سانت لويس، هو لاعب كرة سلة محترف أمريكي بدأ مسيرته الاحترافية في سنة 2013 حيث تم اختياره من قبل فريق سكرامنتو كينغز خلال الدرافت، يلعب مع فريق سكرامنتو كينغز في الرابطة الوطنية لكرة السلة ويحمل الرقم 23. يبلغ طوله 6 قدم 5 بوصة (2.0 م).

## إحصائيات المسيرة

### الموسم الاعتيادي
| السنة   | الفريق         | لعب | بدأ | دقيقة | ميداني% | ثلاثية | حرة  | ارتداد | صنع | استلاب | تصدي | نقطة |
| ------- | -------------- | --- | --- | ----- | ------- | ------ | ---- | ------ | --- | ------ | ---- | ---- |
| 2013–14 | سكرامنتو كينغز | 82  | 55  | 26.7  | .376    | .320   | .804 | 2.9    | 1.0 | .5     | .2   | 8.8  |
| 2014–15 | سكرامنتو كينغز | 82  | 82  | 32.6  | .437    | .358   | .813 | 2.9    | 1.7 | .9     | .2   | 12.1 |
| 2015–16 | سكرامنتو كينغز | 68  | 53  | 32.6  | .429    | .362   | .718 | 2.2    | 1.2 | .8     | .1   | 7.8  |
| المسيرة |                | 232 | 190 | 27.2  | .414    | .346   | .786 | 2.7    | 1.3 | .7     | .1   | 9.7  |

## روابط خارجية
- بن مكليموري على موقع إن بي أي (الإنجليزية)
- بن مكليموري على موقع سبورتس رفرنس (الإنجليزية)
- بن مكليموري على موقع الدوري الإسباني لكرة السلة (الإسبانية)
- بن مكليموري على موقع كرة السلة الأوروبية.كوم (الإنجليزية)
- بن مكليموري على موقع DraftExpress.com (الإنجليزية)
- بن مكليموري على موقع إي إس بي إن.كوم (الإنجليزية)
- بن مكليموري على موقع كلية كرة السلة في سبورتس رفرنس.كوم (الإنجليزية)
- بن مكليموري على موقع ريلجم (الإنجليزية)
- بن مكليموري على موقع بروبوليرز (الإنجليزية)
- بن مكليموري على موقع سبورتس رفرنس (الإنجليزية)